# Відкритий чемпіонат США з тенісу 1983
Відкритий чемпіонат США з тенісу 1983 проходив з 30 серпня по 11 вересня 1983 року на відкритих кортах Національного тенісного центру Асоціації тенісу США у парку Флашинг-Медоуз у районі Нью-Йорка Квінз. Це був третій турнір Великого шолома календарного року. 

## Огляд подій та досягнень
Турнір затьмарила трагічна смерть лінійного судді, якому Стефан Едберг влучив у паховину, після чого той упав і розбив собі голову. 
У чоловіків Джиммі Коннорс захистив титул. Він став чемпіоном США уп'яте, а загалом це був його 8-ий виграний мейджор. 
У жінок Мартіна Навратілова здолала в фіналі минулорічну чемпіонку Кріс Еверт. Навтатілова виграла чемпіонат США уперше, хоча загалом, враховуючи виграш разом із Пем Шрайвер парних змагань, число виграних Навратіловою мейджорів стало 21.

## Результати фінальних матчів

### Дорослі
| Одиночний розряд. Чоловіки      |                                 |                         |
| Джиммі Коннорс                  | Іван Лендл                      | 6–3, 6–7(2–7), 7–5, 6–0 |
|                                 |                                 |                         |
| Одиночний розряд. Жінки         |                                 |                         |
| Мартіна Навратілова             | Кріс Еверт                      | 6–1, 6–3                |
|                                 |                                 |                         |
| Парний розряд. Чоловіки         |                                 |                         |
| Пітер Флемінг Джон Макінрой     | Фріц Бюнінг Ван Вінітскі        | 6–3, 6–4, 6–2           |
|                                 |                                 |                         |
| Парний розряд. Жінки            |                                 |                         |
| Мартіна Навратілова Пем Шрайвер | Розелін Фербенк Кенді Рейнольдс | 6–7(4–7), 6–1, 6–3      |
|                                 |                                 |                         |
| Мікст                           |                                 |                         |
| Елізабет Сеєрс Джон Фіцджеральд | Барбара Поттер Ферді Тейген     | 3–6, 6–3, 6–4           |
|                                 |                                 |                         |

### Юніори
| Одиночний розряд. Хлопці      |                             |          |
| Стефан Едберг                 | Саймон Юл                   | 6–2, 6–4 |
|                               |                             |          |
| Одиночний розряд. Дівчата     |                             |          |
| Елізабет Мінтер               | Маріанн Вердел              | 6–3, 7–5 |
|                               |                             |          |
| Парний розряд. Хлопці         |                             |          |
| Марк Кратцманн Саймон Юл      | Патрік Макінрой Бред Пірс   | 6–1, 7–6 |
|                               |                             |          |
| Парний розряд. Дівчата        |                             |          |
| Енн Галберт Бернадетт Рендолл | Наташа Рева Лариса Савченко | 6–4, 6–2 |
|                               |                             |          |